# Megacorax gracielanus
Megacorax gracielanus, novootkrivena biljna vrsta i rod iz središnjeg Duranga, s planina Sierra de Coneto, Meksiko. Raste na dva lokaliteta udaljene jedna od druge oko 18 km zračne linije.
Najbliža je rodu lopezija (Lopezia) porodica Onagraceae. 

## Vanjske poveznice
Smithsonian Megacorax (Description)